# Fosso di San Pietro
Il Fosso di San Pietro è un affluente in destra idrografica del Nestore.

## Descrizione
Il piccolo corso d'acqua può essere identificato come rio o ruscello. Viene definito erroneamente fosso, che invece ha origine artificiale. Infatti il Fosso di San Pietro nasce da una sorgente situata nell'omonima contrada di San Pietro, situata a cavallo tra le frazioni marscianesi di Morcella e Compignano. Prosegue indisturbato nelle campagne per circa 3 chilometri prima di cedere le proprie (quando presenti) acque al Nestore nei pressi di Compignano. In inverno può portare fino a 540 litri di acqua; ma in genere da aprile ad ottobre è privo di acque.